# ブライアン・バターフィールド
ブライアン・ジェームズ・バターフィールド（Brian James Butterfield, 1958年3月9日 - ）は、アメリカ合衆国メイン州ペノブスコット郡バンゴー出身の元プロ野球選手（内野手）、野球指導者。右投両打。

## 経歴

### 現役時代

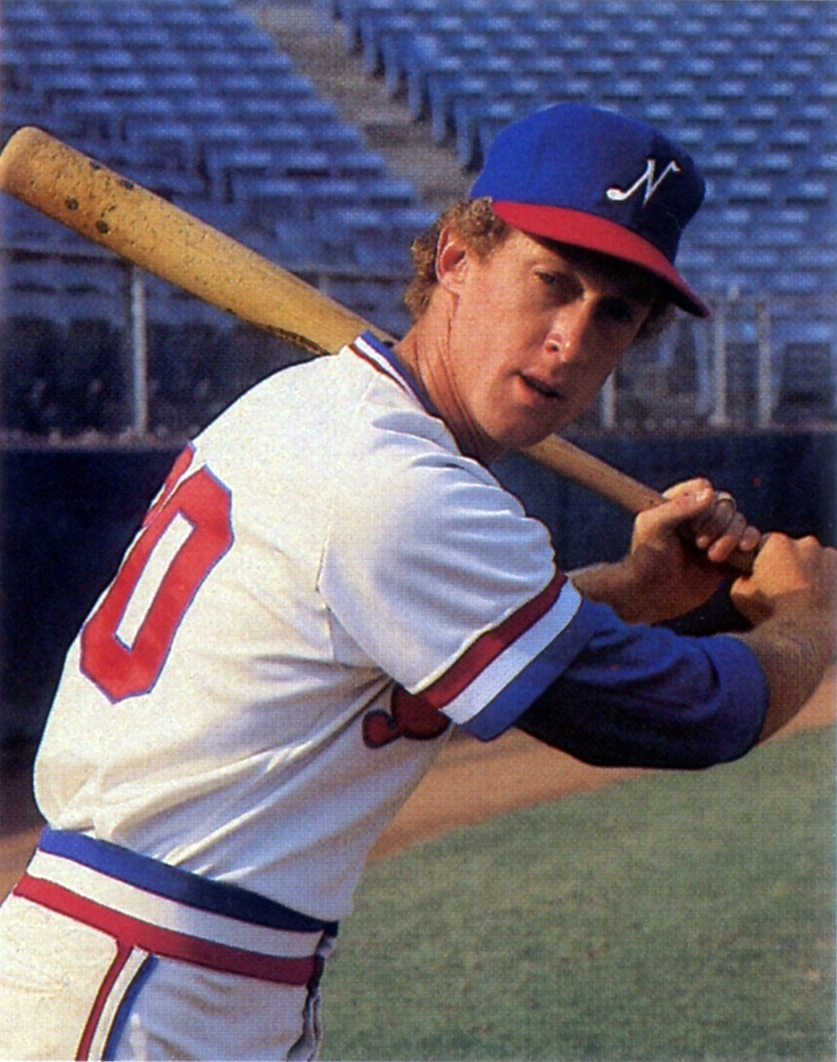
AA級ナッシュビル時代
(1982年)

1979年にニューヨーク・ヤンキースと契約してプロ入り。契約後、傘下のA-級オネオンタ・ヤンキースでプロデビュー。58試合に出場して打率.218、13打点、8盗塁を記録した。
1980年はA級フォートローダーデール・ヤンキースとA級グリーンズボロ・ホーネッツでプレー。A級グリーンズボロでは72試合に出場して打率.227、13打点、7盗塁を記録した。
1981年はA級フォートローダーデールでプレーし、94試合に出場して打率.286、27打点、3盗塁を記録した。
1982年はA級フォートローダーデール、AA級ナッシュビル・サウンズ、AAA級コロンバス・クリッパーズでプレー。A級フォートローダーデールでは70試合に出場して打率.259、1本塁打、29打点、7盗塁を記録した。
1983年にサンディエゴ・パドレスへ移籍した。傘下のA級マイアミ・マーリンズでプレーし、71試合に出場して打率.238、24打点、5盗塁を記録した。この年限りで現役を引退した。

### 引退後
1983年のオフにヤンキースの巡回内野インストラクターに就任。1985年にA級フォートローダーデールのコーチへ異動し、1986年にはAAA級コロンバスのコーチに就任した。
1987年にA-級オネオンタのコーチへ異動し、1988年にルーキー級ガルフ・コーストリーグ・ヤンキースの監督に就任。45勝18敗でリーグ優勝を果たし、1989年にA-級オネオンタの監督へ昇格した。48勝27敗で、マクナマラ地区2位だった。
1990年にA級グリーンズボロの監督に就任したが、59勝85敗で勝率5割を切り、1991年に再び巡回内野インストラクターに就任した。1993年はAA級オールバニ・コロニー・ヤンキースのコーチを務めた。この頃にはデレク・ジーターに守備の基本を叩き込んだ。
1994年にヤンキースの一塁コーチに就任。1995年オフにバック・ショーウォルター監督が新球団のアリゾナ・ダイヤモンドバックスの監督に就任（1998年から参入）したため、巡回内野インストラクターに復帰した。
1998年にショーウォルターが監督を務めるダイヤモンドバックスの三塁コーチに就任。ダイヤモンドバックス3年目の2000年にショーウォルター監督の契約満了と共に解雇された。
2001年にヤンキース傘下組織に復帰。A+級タンパ・ヤンキースの監督に就任し、リーグ優勝を果たした。2002年にAAA級コロンバスの監督に昇格したが、12勝25敗と低迷し、5月16日に解雇された。
2002年途中からトロント・ブルージェイズの三塁コーチに就任した。2008年からベンチコーチに就任し、2010年11月8日に三塁コーチに復帰した。

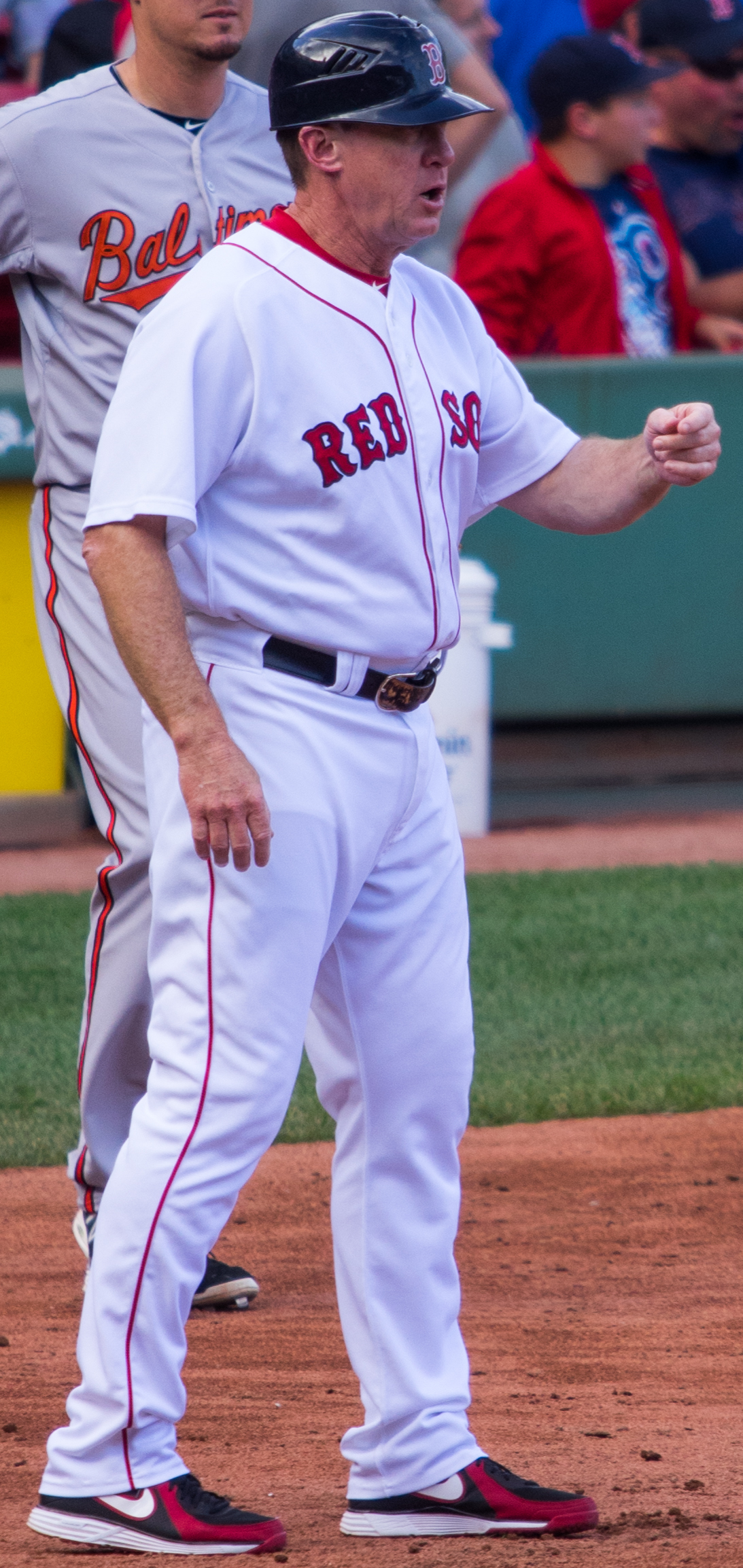
ボストン・レッドソックスでのコーチ時代
(2014年9月10日)

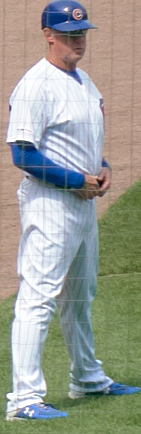
シカゴ・カブスでのコーチ時代
(2019年8月31日)

2012年オフ、同年までブルージェイズの監督を務めていたジョン・ファレルがボストン・レッドソックスの監督に就任したため、10月30日にレッドソックスの三塁コーチに就任した。
2014年5月30日のタンパベイ・レイズ戦では、1回裏にデビッド・オルティーズが死球を受けた際に、5月25日に同じカードで乱闘騒ぎがあったため、球審が両チームに警告を発した。それに対しファレル監督が抗議したため退場宣告され、ベンチコーチのトーリ・ロブロが監督代行に就いた。しかし、4回裏にマイク・カープがデビッド・プライスから死球を受けた際に乱闘騒ぎとなった。騒ぎの発端となったプライスが退場処分とならないことに抗議したロブロ監督代行が退場処分となり、バターフィールドが監督代行となった。6回表にブランドン・ワークマンの投じた球がエバン・ロンゴリアの頭上を抜けていったため、球審が危険球とみなし、ワークマンとバターフィールドが退場宣告され、打撃コーチのグレッグ・コルブランがこの試合4人目の監督に就いた。オフの11月に行われた日米野球2014では、レッドソックスのファレル監督が代表監督を務めるMLBオールスターのコーチを務めた。
2018年シーズンからはシカゴ・カブスの三塁コーチとなり、2年間務めた。
2020年シーズンからはロサンゼルス・エンゼルスで三塁コーチに就任し、2年間務めた。

## 詳細情報

### 背番号
- 55（1994年 - 1995年、1998年 - 2000年、2002年 - 2019年、2021年）
- 87（2020年）